# Massacre d'Oting
 (avril 2025).
Si vous disposez d'ouvrages ou d'articles de référence ou si vous connaissez des sites web de qualité traitant du thème abordé ici, merci de compléter l'article en donnant les références utiles à sa vérifiabilité et en les liant à la section « Notes et références ».
Le massacre d'Oting est survenu le 4 décembre 2021 lorsque les forces d'Assam Rifles ont tiré sur des ouvriers civils alors qu'ils rentraient chez eux dans une camionnette d'une mine de charbon.
L'incident a suscité l'indignation au Nagaland et a été largement condamné.

## Massacre
Le soir du 4 décembre 2021 aux environs de 4 h 0 à 5 h 0 de l'après-midi des soldats d'Assam Rifles ont ouvert le feu sur six civils non armés du village d'Oting du district de Mon du Nagaland (les soupçonnant d'être des insurgés du NSCN (en)) qui rentraient chez eux après avoir travaillé dans une mine de charbon à Tiru. Les six personnes ont été tuées sur place.
En entendant les coups de feu, les villageois se sont précipités sur place pour trouver les soldats emballant et chargeant les cadavres dans leur camion. Les jeunes du village arrivés sur place ont fouillé le camion et ont trouvé les cadavres après quoi des violences ont éclaté entre les villageois et l'armée. Les villageois ont incendié les camions de l'armée et ont commencé à les attaquer avec le Dao (machette) qu'ils transportaient avec eux. En représailles à l'attaque des villageois, l'armée a tiré sur eux, causant la mort de sept autres personnes et blessant grièvement plusieurs autres personnes.

## Conséquences
Pour protester contre les meurtres, les Nagas ont hissé des drapeaux noirs sur tous leurs Morungs (en) sur le lieu du festival Hornbill (en) en cours tandis que les Konyaks (en) ont décidé de s'abstenir de sa troupe culturelle de participer au festival qui a été suivi par le reste des autres troupes culturelles Naga le 5 décembre. Un silence de deux minutes a également été observé sur le site le même jour. Plus tard dans la soirée, la capitale du Nagaland Kohima a observé une panne de courant pendant 30 minutes en respect pour les vies perdues.